# Campionato Italiano Velocità 2014
L'edizione 2014 del campionato italiano velocità è la novantatreesima edizione disputata. 

## Stagione
Per quanto concerne la cilindrata maggiore, ossia la Superbike, il titolo va a Ivan Goi, su una Ducati del team Barni Racing. Goi sopravanza di quindici punti il compagno di marca Matteo Baiocco, in forza al team Grandi Corse & A.P., terzo in classifica Kevin Calia su Aprilia. Nella graduatoria costruttori prevale Ducati che vince nove delle dieci gare in calendario.
Nella Supersport Federico Caricasulo, esordiente di categoria, conquista il titolo con una Honda CBR600RR del team Evan Bros SMA Racing. Caricasulo stacca di due punti il veterano Massimo Roccoli su MV Agusta. Il titolo costruttori della Supersport se lo aggiudica Honda che vince due gare ma conquista il podio in tutti gli eventi in calendario. 
Nella Moto3 il titolo va a Manuel Pagliani in sella ad una Honda. Pagliani conquista tre delle dieci gare in calendario e sopravanza di sei punti il compagno di marca Marco Bezzecchi, terzo in classifica Lorenzo Dalla Porta su Peugeot. Il titolo costruttori va a Honda con sei successi e oltre cento punti di vantaggio sulla concorrenza.

## Calendario
In questa stagione vi sono delle discrepanze tra le classifiche piloti, costruttori e vincitori in calendario in quanto alcuni dei piloti iscritti, per un singolo evento o parte di stagione, non ottengono punti. A differenza di molte altre edizioni però, quei piloti titolari classificatisi alle spalle delle wildcard senza punti, non scalano la classifica, pertanto alcune posizioni a punti o a podio non vengono assegnate. Dove non indicata la nazionalità si intende pilota italiano.
| Prova | Data                | Circuito        | Vincitore          | Vincitore            | Vincitore             |
| Prova | Data                | Circuito        | Superbike          | Supersport           | Moto3                 |
| ----- | ------------------- | --------------- | ------------------ | -------------------- | --------------------- |
| 1     | 4, 5 e 6 aprile     | Mugello prova 1 | Matteo Baiocco     | Federico Caricasulo  | Lorenzo Dalla Porta   |
| 1     | 4, 5 e 6 aprile     | Mugello prova 1 | Ivan Goi           | Luca Oppedisano      | Manuel Pagliani       |
| 2     | 16, 17 e 18 maggio  | Vallelunga      | Matteo Baiocco     | Diego Giugovaz       | Marco Bezzecchi       |
| 2     | 16, 17 e 18 maggio  | Vallelunga      | Matteo Baiocco     | Nicola J. Morrentino | Simone Mazzola        |
| 3     | 6, 7 e 8 giugno     | Imola           | Ivan Goi           | Massimo Roccoli      | Manuel Pagliani       |
| 3     | 6, 7 e 8 giugno     | Imola           | Ivan Goi           | Massimo Roccoli      | Manuel Pagliani       |
| 4     | 25, 26 e 27 luglio  | Misano          | Gianluca Vizziello | Stefano Cruciani     | Nicolò Bulega         |
| 4     | 25, 26 e 27 luglio  | Misano          | Matteo Baiocco     | Massimo Roccoli      | Stefano Manzi         |
| 5     | 17, 18 e 19 ottobre | Mugello prova 2 | Ivan Goi           | Massimo Roccoli      | Fabio Di Giannantonio |
| 5     | 17, 18 e 19 ottobre | Mugello prova 2 | Leandro Mercado    | Massimo Roccoli      | Gabriel Rodrigo       |

## Classifiche

### Superbike

#### Piloti Iscritti[38]
Dove non indicata la nazionalità si intende pilota italiano.
| Nº  | Pilota                 | Motoclub             | Squadra                   | Motocicletta           | Gomma |
| --- | ---------------------- | -------------------- | ------------------------- | ---------------------- | ----- |
| 2   | Giuliano Gregorini     |                      |                           |                        |       |
| 3   | Alessio Corradi        | Ducale               |                           | BMW S1000 RR           | D     |
| 5   | Alessio Velini         | Spoleto              | 2R Racing by Antonellini  | BMW S1000 RR           | P     |
| 6   | Denni Schiavoni        | DS 91                | 2R Racing by Antonellini  | BMW S1000 RR           | P     |
| 6   | Denni Schiavoni        | DS 91                | 2R Racing by Antonellini  | BMW S1000 RR           | M     |
| 7   | Raffaele Vargas        | Conselice            |                           | Kawasaki ZX-10R        | P     |
| 9   | Rosario Paratore       |                      |                           |                        |       |
| 10  | Lorenzo Mauri          | Lurago d'Erba        | Motocorsa Racing          | Ducati 1199 Panigale R | P     |
| 12  | Ivan Goi               | Viadana              | Barni Racing              | Ducati 1199 Panigale R | M     |
| 15  | Matteo Baiocco         | Franco Uncini        | Grandi Corse & A P Racing | Ducati 1199 Panigale R | P     |
| 16  | Remo Castellarin       | Spoleto              |                           | BMW S1000 RR           | P     |
| 18  | Ivan Clementi          | ECR                  | Nuova M2                  | Aprilia RSV4           | P     |
| 19  | Rosario Gibaldi        | Leonardo Racing Team | BWG Racing Kawasaki       | Kawasaki ZX-10R        | P     |
| 20  | Francesco Ciacci       | Furius Bull Sibarys  |                           | BMW S1000 RR           | P     |
| 22  | Matteo Gabrielli       | Pompone              | Team Gabrielli            | BMW S1000 RR           | P     |
| 23  | Federico Sandi         | Biassono             | Asia Competition          | BMW S1000 RR           | M     |
| 23  | Federico Sandi         | Biassono             | DMR Racing                | BMW S1000 RR           | P     |
| 24  | Luca Conforti          | De Vai               | DMR Racing                | BMW S1000 RR           | P     |
| 26  | Enrico Pasini          | Viadana              | CDM-RS                    | Suzuki GSX-R1000       | P     |
| 28  | Marc Moser             | DMSB                 |                           | Ducati 1199 Panigale R | P     |
| 34  | Daniel Sanca           | De Vai               |                           | BMW S1000 RR           | P     |
| 36  | Leandro Mercado        | Viadana              | Barni Racing              | Ducati 1199 Panigale R | M     |
| 40  | Flavio Augusto Gentile | Wolf & Fox           |                           | Honda CBR1000RR        | B     |
| 43  | Fabrizio Perotti       | Lumezzane            | Tutapista                 | BMW S1000 RR           | P     |
| 45  | Gianluca Vizziello     | Moto x Racing        | Moto x Racing             | BMW S1000 RR           | M     |
| 49  | Enzo Chiapello         | Drivers Cuneo        | Nuova M2                  | Aprilia RSV4           |       |
| 52  | Joey Pascarella        | BWG Racing           | BWG Racing Kawasaki       | Kawasaki ZX-10R        |       |
| 53  | Alessandro Polita      | New Leone Rampante   | GM Racing                 | BMW S1000 RR           | M     |
| 54  | Manuel Poggiali        | San Marino           | Barni Racing              | Ducati 1199 Panigale R | M     |
| 55  | Fabio Marchionni       | Speed Action         |                           | BMW S1000 RR           | P     |
| 57  | Ilario Dionisi         | Gentelmen's          | Scuderia Improve          | Honda CBR1000RR        | P     |
| 69  | Patryk Kosiniak        | PZM                  | BWG Racing Kawasaki       | Kawasaki ZX-10R        |       |
| 71  | Christoffer Bergman    | SVEMO                | BWG Racing Kawasaki       | Kawasaki ZX-10R        | P     |
| 72  | Norino Brignola        | Gladio Corse         |                           | BMW S1000 RR           | P     |
| 73  | Simone Saltarelli      | Monsanvitese         |                           | Ducati 1199 Panigale R | M     |
| 74  | Kevin Calia            | Nuove Frontiere      | Nuova M2                  | Aprilia RSV4           | P     |
| 75  | Federico Carraro       |                      |                           | BMW S1000 RR           |       |
| 77  | Marco Muzio            | Pro Recco Racing     | DMR Racing                | BMW S1000 RR           | P     |
| 80  | Dario Latrecchina      |                      |                           | BMW S1000 RR           |       |
| 81  | Cristiano Erbacci      |                      |                           | Kawasaki ZX-10R        |       |
| 86  | Cosimo Diviccaro       | Gentlemen's          |                           | BMW S1000 RR           | P     |
| 87  | Gareth Jones           | MA                   |                           | Kawasaki ZX-10R        | D     |
| 90  | Marco Para             |                      |                           | Kawasaki ZX-10R        |       |
| 111 | Giovanni Baggi         | Fullout              | Fullout Racing            | Suzuki GSX-R1000       | P     |
| 116 | Luigi Scalzone         | Piccole Pesti        |                           | BMW S1000 RR           |       |
| 119 | Michele Magnoni        | Fermignanese         |                           | BMW S1000 RR           | P     |
| 121 | Fabiano Martello       |                      |                           | BMW S1000 RR           |       |
| 174 | Antonio Marzocchi      | Piccole Pesti        | Nuova M2                  | Aprilia RSV4           | P     |
| 186 | Andrea Visentin        | Lazzate              |                           | BMW S1000 RR           | P     |
| 411 | Martin Choy            |                      |                           | Suzuki GSX-R1000       |       |

| Legenda            |
| ------------------ |
| Pilota wildcard    |
| Pilota sostitutivo |

#### Classifica Piloti[39]
| Pos. | Pilota              | Moto     | 1 MUG1 | 2 MUG2 | 3 VAL1 | 4 VAL2 | 5 IMO1 | 6 IMO2 | 7 MIS1 | 8 MIS2 | 9 MUG3 | 10 MUG4 | P.ti |
| ---- | ------------------- | -------- | ------ | ------ | ------ | ------ | ------ | ------ | ------ | ------ | ------ | ------- | ---- |
| 1    | Ivan Goi            | Ducati   | 2      | 1      | Rit    | 2      | 1      | 1      | 6      | 3      | 1      | 3       | 182  |
| 2    | Matteo Baiocco      | Ducati   | 1      | 3      | 1      | 1      | Rit    | Rit    | 5      | 1      | 2      | 2       | 167  |
| 3    | Kevin Calia         | Aprilia  | 7      | Rit    | 4      | 4      | 3      | 2      | 8      | 2      | 5      | 10      | 116  |
| 4    | Alessandro Polita   | BMW      | 3      | 2      | 3      | 15     | 2      | Rit    | 2      | Rit    | 4      | 9       | 113  |
| 5    | Gianluca Vizziello  | BMW      | 12     | 8      | 6      | Rit    | 11     | 7      | 1      | 5      | 3      | 5       | 99   |
| 6    | Luca Conforti       | BMW      | 5      | 6      | 10     | 6      | 4      | 3      | 11     | 6      | 8      | 15      | 90   |
| 7    | Denni Schiavoni     | BMW      | 4      | 5      | Rit    | 11     | 9      | 12     | 4      | 14     | 9      | 11      | 67   |
| 8    | Fabrizio Perotti    | BMW      | 8      | 13     | 2      | 3      | 6      | Rit    | 13     | Rit    | 10     | Rit     | 66   |
| 9    | Alessio Corradi     | BMW      | 9      | 9      | 9      | 9      | 8      | 4      | 16     | 7      | 13     | 16      | 61   |
| 10   | Marco Muzio         | BMW      | 15     | 14     | 5      | Rit    | 7      | 9      | 10     | 8      | Rit    | 8       | 52   |
| 11   | Manuel Poggiali     | Ducati   | 6      | 4      | 14     | Rit    | 5      | 6      | 12     | Rit    | 16     | 17      | 50   |
| 12   | Lorenzo Mauri       | Ducati   | 11     | 17     | 13     | 10     | 12     | 5      | 15     | 9      | 7      | 14      | 48   |
| 13   | Ivan Clementi       | Aprilia  | Rit    | Rit    | 8      | 5      | Rit    | NC     | 7      | 16     | 6      | 12      | 42   |
| 14   | Ilario Dionisi      | Honda    | 16     | 7      | 7      | 7      | NC     | Rit    | Rit    | 13     | 12     | 13      | 37   |
| 15   | Matteo Gabrielli    | Aprilia  | 13     | 11     | Rit    | 12     | Rit    | 11     | 14     | 12     | 11     | 7       | 37   |
| 16   | Norino Brignola     | BMW      | Rit    | 12     | 11     | 8      | 10     | NP     |        |        |        |         | 23   |
| 17   | Francesco Ciacci    | BMW      |        |        | Rit    | 13     | 13     | 8      | Rit    | 10     | Rit    | 20      | 20   |
| 18   | Alessio Velini      | BMW      | 14     | 10     | 12     | Rit    |        |        |        |        |        |         | 12   |
| 19   | Giovanni Baggi      | Suzuki   | 21     | 20     | 17     | 17     | 14     | 10     | NC     | Rit    | 18     | 22      | 8    |
| 20   | Christoffer Bergman | Kawasaki | 10     | Rit    |        |        |        |        |        |        |        |         | 6    |
| 21   | Rosario Gibaldi     | Kawasaki |        |        | Rit    | Rit    | 15     | 13     | 17     | Rit    | 19     | 23      | 4    |
| 22   | Enrico Pasini       | BMW      | 17     | 15     | Rit    | 16     | Rit    | Rit    |        |        |        |         | 1    |
| Pos. | Pilota              | Moto     | 1 MUG1 | 2 MUG2 | 3 VAL1 | 4 VAL2 | 5 IMO1 | 6 IMO2 | 7 MIS1 | 8 MIS2 | 9 MUG3 | 10 MUG4 | P.ti |

| Legenda | 1º posto        | 2º posto            | 3º posto           | A punti      | Senza punti        | Grassetto – Pole position Corsivo – Giro più veloce |
| Legenda | Gara non valida | Non qual./Non part. | Ritirato/Non class | Squalificato | '-' Dato non disp. | Grassetto – Pole position Corsivo – Giro più veloce |

#### Classifica Costruttori[40]
| Pos. | Costruttore | 1 MUG1 | 2 MUG2 | 3 VAL1 | 4 VAL2 | 5 IMO1 | 6 IMO2 | 7 MIS1 | 8 MIS2 | 9 MUG3 | 10 MUG4 | P.ti |
| ---- | ----------- | ------ | ------ | ------ | ------ | ------ | ------ | ------ | ------ | ------ | ------- | ---- |
| 1    | Ducati      | 1      | 1      | 1      | 1      | 1      | 1      | 5      | 1      | 1      | 1       | 236  |
| 2    | BMW         | 3      | 2      | 2      | 3      | 2      | 3      | 1      | 5      | 3      | 4       | 173  |
| 3    | Aprilia     | 7      | 11     | 4      | 4      | 3      | 2      | 7      | 2      | 5      | 7       | 125  |
| 4    | Honda       | 16     | 7      | 7      | 7      | NC     | Rit    | Rit    | 13     | 12     | 13      | 37   |
| 5    | Kawasaki    | 10     | Rit    | Rit    | Rit    | 15     | 13     | NV     | 15     | 15     | 21      | 12   |
| 6    | Suzuki      | 21     | 20     | 17     | 17     | 14     | 10     | NC     | Rit    | 18     | 22      | 8    |

### Supersport

#### Classifica Piloti[41]
Dove non indicata la nazionalità si intende pilota italiano. Tutte le motociclette in competizione sono equipaggiate con pneumatici forniti dalla Pirelli.
| Pos. | Pilota                | Moto      | 1 MUG1 | 2 MUG2 | 3 VAL1 | 4 VAL2 | 5 IMO1 | 6 IMO2 | 7 MIS1 | 8 MIS2 | 9 MUG3 | 10 MUG4 | P.ti |
| ---- | --------------------- | --------- | ------ | ------ | ------ | ------ | ------ | ------ | ------ | ------ | ------ | ------- | ---- |
| 1    | Federico Caricasulo   | Honda     | 1      | 2      | 4      | 6      | 2      | 2      | 11     | 2      | 2      | 3       | 169  |
| 2    | Massimo Roccoli       | MV Agusta | 8      | 3      | 7      | 7      | 1      | 1      | Rit    | 1      | 1      | 1       | 167  |
| 3    | Stefano Cruciani      | Kawasaki  | 2      | 4      | 5      | 4      | 3      | 3      | 1      | 4      | 3      | 2       | 163  |
| 4    | Diego Giugovaz        | Honda     | 3      | 5      | 1      | 2      | Rit    | 4      | 3      | Rit    | 6      | Rit     | 111  |
| 5    | Alex Baldolini        | Suzuki    | 11     | Rit    | 8      | 8      | 4      | 6      | 2      | 5      | 4      | 9       | 95   |
| 6    | Nicola Jr. Morrentino | Yamaha    | 6      | 9      | 6      | 1      | Rit    | 5      | 8      | 10     | 10     | 8       | 91   |
| 7    | Gennaro Sabatino      | Yamaha    | 15     | 12     | 2      | 3      | Rit    | 13     | 7      | 6      | 11     | 4       | 81   |
| 8    | Davide Stirpe         | Kawasaki  | 20     | Rit    | 10     | 5      | 9      | 15     | 4      | 3      | 9      | 7       | 70   |
| 9    | Luca Oppedisano       | Kawasaki  | 14     | 1      | 3      | Rit    | 6      | 10     | Rit    | Rit    | NP     | Rit     | 59   |
| 10   | Ferruccio Lamborghini | MV Agusta | 33     | 21     | 21     | 17     | 8      | 7      | Rit    | 9      | 5      | 5       | 46   |
| 11   | Tommaso Lorenzetti    | Yamaha    | 4      | 8      | 13     | 16     | Rit    | 11     | 9      | 12     |        |         | 40   |
| 12   | Gabriele Cottini      | Honda     | 12     | 14     | 9      | 10     | 11     | 9      | Rit    | 14     | Rit    | 12      | 37   |
| 13   | Mattia Cassani        | Yamaha    | 5      | 10     | Rit    | Rit    | 5      | Rit    | Rit    | 11     | Rit    | Rit     | 33   |
| 14   | Andrea Boscoscuro     | Yamaha    | 7      | 11     | 11     | 12     | 14     | 17     | 18     | 8      | 16     | 18      | 33   |
| 15   | Roberto Mercandelli   | Yamaha    | 19     | 13     | 16     | 18     | 10     | Rit    | 12     | 7      | 8      | Rit     | 30   |
| 16   | Agostino Santoro      | Kawasaki  | Rit    | 15     | Rit    | 27     | 7      | 8      | Rit    | Rit    | NP     | 11      | 23   |
| 17   | Manuel Tatasciore     | MV Agusta | 13     | Rit    | 15     | 13     | Rit    | Rit    | 6      | Rit    | 14     | 15      | 20   |
| 18   | Andrea Mantovani      | Yamaha    | Rit    | 6      | Rit    | Rit    |        |        | Rit    | 20     | 7      | Rit     | 19   |
| 19   | Luigi Brignoli        | MV Agusta | 9      | Rit    | 14     | 9      | Rit    | Rit    | 14     | Rit    | Rit    | Rit     | 18   |
| 20   | Federico Monti        | Honda     | 10     | 7      | Rit    | Rit    | Rit    | 18     |        |        |        |         | 15   |
| 21   | Kevin Manfredi        | Honda     |        |        |        |        |        |        | Rit    | Rit    | 12     | 6       | 14   |
| 22   | Andrea Bolognesi      | Kawasaki  | 24     | 24     | 19     | 19     | 15     | Rit    | 13     | 18     | 15     | 13      | 8    |
| 23   | Simone Fornasari      | MV Agusta | 21     | 16     | 20     | 15     | 13     | 14     | Rit    | 17     | NP     | Rit     | 6    |
| 24   | Emanuele Pusceddu     | Honda     | 17     | Rit    | Rit    | 11     | Rit    | Rit    | Rit    | Rit    | NP     | Rit     | 5    |
| 25   | Massimiliano Spedale  | Yamaha    | 22     | 17     | NP     | 21     | Rit    | 12     | 20     | 16     | 17     | 17      | 4    |
| 26   | Federico Sanchioni    | Yamaha    | 28     | Rit    | 24     | 23     | 12     | Rit    | 22     | 26     | 20     | 16      | 4    |
| 27   | Marco De Luca         | Yamaha    |        |        | 12     | Rit    |        |        | Rit    | Rit    |        |         | 4    |
| 28   | Giacomo Mariotti      | Kawasaki  | 25     | 20     | 17     | 14     |        |        | 15     | Rit    | 22     | 21      | 3    |
| 29   | Alex Sassaro          | Yamaha    |        |        |        |        |        |        | NV     | 15     |        |         | 1    |
| Pos. | Pilota                | Moto      | 1 MUG1 | 2 MUG2 | 3 VAL1 | 4 VAL2 | 5 IMO1 | 6 IMO2 | 7 MIS1 | 8 MIS2 | 9 MUG3 | 10 MUG4 | P.ti |

| Legenda | 1º posto        | 2º posto            | 3º posto           | A punti      | Senza punti        | Grassetto – Pole position Corsivo – Giro più veloce |
| Legenda | Gara non valida | Non qual./Non part. | Ritirato/Non class | Squalificato | '-' Dato non disp. | Grassetto – Pole position Corsivo – Giro più veloce |

#### Classifica Costruttori[42]
| Pos. | Costruttore | 1 MUG1 | 2 MUG2 | 3 VAL1 | 4 VAL2 | 5 IMO1 | 6 IMO2 | 7 MIS1 | 8 MIS2 | 9 MUG3 | 10 MUG4 | P.ti |
| ---- | ----------- | ------ | ------ | ------ | ------ | ------ | ------ | ------ | ------ | ------ | ------- | ---- |
| 1    | Honda       | 1      | 2      | 1      | 2      | 2      | 2      | 3      | 2      | 2      | 3       | 202  |
| 2    | Kawasaki    | 2      | 1      | 3      | 4      | 3      | 3      | 1      | 3      | 3      | 2       | 183  |
| 3    | MV Agusta   | 8      | 3      | 7      | 7      | 1      | 1      | 6      | 1      | 1      | 1       | 177  |
| 4    | Yamaha      | 4      | 6      | 2      | 1      | 5      | 5      | 7      | 6      | 7      | 4       | 131  |
| 5    | Suzuki      | 11     | 23     | 8      | 8      | 4      | 6      | 2      | 5      | 4      | 9       | 95   |

### Moto3

#### Classifica Piloti[43]
Dove non indicata la nazionalità si intende pilota italiano. Tutte le motociclette in competizione sono equipaggiate con pneumatici forniti dalla Dunlop.
| Pos. | Pilota                | Moto          | 1 MUG1 | 2 MUG2 | 3 VAL1 | 4 VAL2 | 5 IMO1 | 6 IMO2 | 7 MIS1 | 8 MIS2 | 9 MUG3 | 10 MUG4 | P.ti |
| ---- | --------------------- | ------------- | ------ | ------ | ------ | ------ | ------ | ------ | ------ | ------ | ------ | ------- | ---- |
| 1    | Manuel Pagliani       | Honda         | 4      | 1      |        |        | 1      | 1      | 24     | 5      | 2      | 4       | 132  |
| 2    | Marco Bezzecchi       | Honda         | 13     | 3      | 1      | 3      | 7      | 3      | 6      | 9      | 4      | 5       | 126  |
| 3    | Lorenzo Dalla Porta   | Peugeot       | 1      | Rit    | 3      | 2      | 5      | 4      | 25     | 7      | 5      | 7       | 114  |
| 4    | Simone Mazzola        | Honda         | 2      | Rit    | 2      | 1      | 2      | Rit    | 18     | 13     | Rit    | 11      | 93   |
| 5    | Anthony Groppi        | Honda         | 9      | 4      | Rit    | Rit    | 3      | 2      | 9      | 14     | Rit    | 3       | 82   |
| 6    | Stefano Valtulini     | Kymco e Honda | Rit    | 6      | Rit    | 4      | 12     | Rit    | 2      | 6      | 7      | 9       | 73   |
| 7    | Michael Coletti       | Honda         | 11     | 2      | 18     | 11     | 6      | SQ     | 17     | 8      | 6      | 8       | 66   |
| 8    | Fabio Di Giannantonio | Kymco e Honda | Rit    | 11     | 7      | 6      | Rit    | 10     | 16     | 15     | 1      | 6       | 66   |
| 9    | Lorenzo Gabellini     | Honda         | 7      | 9      | 5      | 5      | 13     | 8      | 9      | 19     | 10     | 15      | 63   |
| 10   | Lorenzo Petrarca      | Honda         | Rit    | NP     | 10     | 10     | 10     | 6      | 4      | 16     | 8      | 10      | 55   |
| 11   | Andrea Caravella      | Honda         | 6      | 8      | 6      | Rit    | 9      | 5      | 12     | 21     | Rit    | Rit     | 50   |
| 12   | Walter Sulis          | Honda         | 3      | Rit    | Rit    | 7      | 16     | 9      | Rit    | 10     | 9      | 13      | 48   |
| 13   | Fabio Spiranelli      | Honda         | 5      | 7      | 4      | Rit    | 8      | 12     |        |        |        |         | 45   |
| 14   | Mattia Casadei        | Honda         | Rit    | 5      | 11     | Rit    | 4      | 19     | 5      | 11     | Rit    | NP      | 45   |
| 15   | Nicodemo Matturro     | Honda         | Rit    | Rit    | 8      | 9      | 11     | 7      | Rit    | 17     | 17     | 12      | 33   |
| 16   | Alessio Castelli      | Honda         | Rit    | 10     | 12     | 12     | 15     | 13     | 21     | 22     | 11     | 14      | 35   |
| 17   | Gianluca Fedi         | TVR           | 8      | 12     | 14     | 14     | 19     | 14     | 20     | 23     | 13     | 16      | 21   |
| 18   | Matteo Romeo          | TM            | 16     | Rit    | 9      | 8      | Rit    | Rit    |        |        |        |         | 15   |
| 19   | Antonio Aliberti      | Honda         | 10     | Rit    | 13     | 13     | 17     | 16     | Rit    | Rit    | 19     | 22      | 12   |
| 20   | Filippo Fuligni       | Honda         | 12     | 13     | Rit    | 15     | Rit    | 15     | Rit    | Rit    | 20     | 25      | 9    |
| 21   | Alessandro Torlaschi  | Honda         |        |        | Rit    | Rit    | 14     | 11     | 19     | 18     | Rit    | NP      | 7    |
| 22   | Avalon Biddle         | Rumi          | NP     | NP     | Rit    | Rit    |        |        | 14     | Rit    | 12     | 21      | 6    |
| 23   | Riccardo Rossi        | Honda         | Rit    | NP     | 17     | 17     | 20     | NP     | 11     | 26     |        |         | 5    |
| 24   | Luca Savio            | Honda         | 15     | 14     | 16     | 16     | 18     | 17     | 22     | 21     | Rit    | 23      | 3    |
| 25   | Cecilia Masoni        | RMU           | 14     | Rit    | Rit    | 18     | 21     | 18     | 23     | 25     | 22     | 24      | 2    |
| 26   | Riccardo Moretti      | Kymco         |        |        |        |        |        |        |        |        | 15     | 19      | 1    |
| Pos. | Pilota                | Moto          | 1 MUG1 | 2 MUG2 | 3 VAL1 | 4 VAL2 | 5 IMO1 | 6 IMO2 | 7 MIS1 | 8 MIS2 | 9 MUG3 | 10 MUG4 | P.ti |

| Legenda | 1º posto        | 2º posto            | 3º posto           | A punti      | Senza punti        | Grassetto – Pole position Corsivo – Giro più veloce |
| Legenda | Gara non valida | Non qual./Non part. | Ritirato/Non class | Squalificato | '-' Dato non disp. | Grassetto – Pole position Corsivo – Giro più veloce |

#### Classifica Costruttori[44]
| Pos. | Costruttore | 1 MUG1 | 2 MUG2 | 3 VAL1 | 4 VAL2 | 5 IMO1 | 6 IMO2 | 7 MIS1 | 8 MIS2 | 9 MUG3 | 10 MUG4 | P.ti |
| ---- | ----------- | ------ | ------ | ------ | ------ | ------ | ------ | ------ | ------ | ------ | ------- | ---- |
| 1    | Honda       | 2      | 1      | 1      | 1      | 1      | 1      | 2      | 5      | 1      | 3       | 217  |
| 2    | Peugeot     | 1      | 17     | 3      | 2      | 5      | 4      | 25     | 7      | 5      | 7       | 114  |
| 3    | TM          | 16     | 21     | 9      | 8      | 22     | 23     |        |        | 3      | 2       | 51   |
| 4    | KTM         |        |        |        |        |        |        | 1      | NV     | 24     | 1       | 50   |
| 5    | Kymco       | 19     | 6      | 7      | 4      | 12     | 10     | 16     | 15     | 15     | 19      | 44   |
| 6    | TVR         | 8      | 12     | 14     | 14     | 19     | 14     | 20     | 23     | 13     | 16      | 21   |
| 7    | Rumi        | 24     | 22     | 23     | 22     | 24     | 22     | 14     | 29     | 12     | 21      | 6    |
| 8    | RMU         | 14     | 19     | 24     | 18     | 21     | 18     | 23     | 25     | 22     | 24      | 2    |
| 9    | Mahindra    |        |        |        |        |        |        | 15     | NV     |        |         | 1    |

## Sistema di punteggio
| Pos.  | 1  | 2  | 3  | 4  | 5  | 6  | 7 | 8 | 9 | 10 | 11 | 12 | 13 | 14 | 15 | 16> |
| Punti | 25 | 20 | 16 | 13 | 11 | 10 | 9 | 8 | 7 | 6  | 5  | 4  | 3  | 2  | 1  | 0   |